# 國之北疆

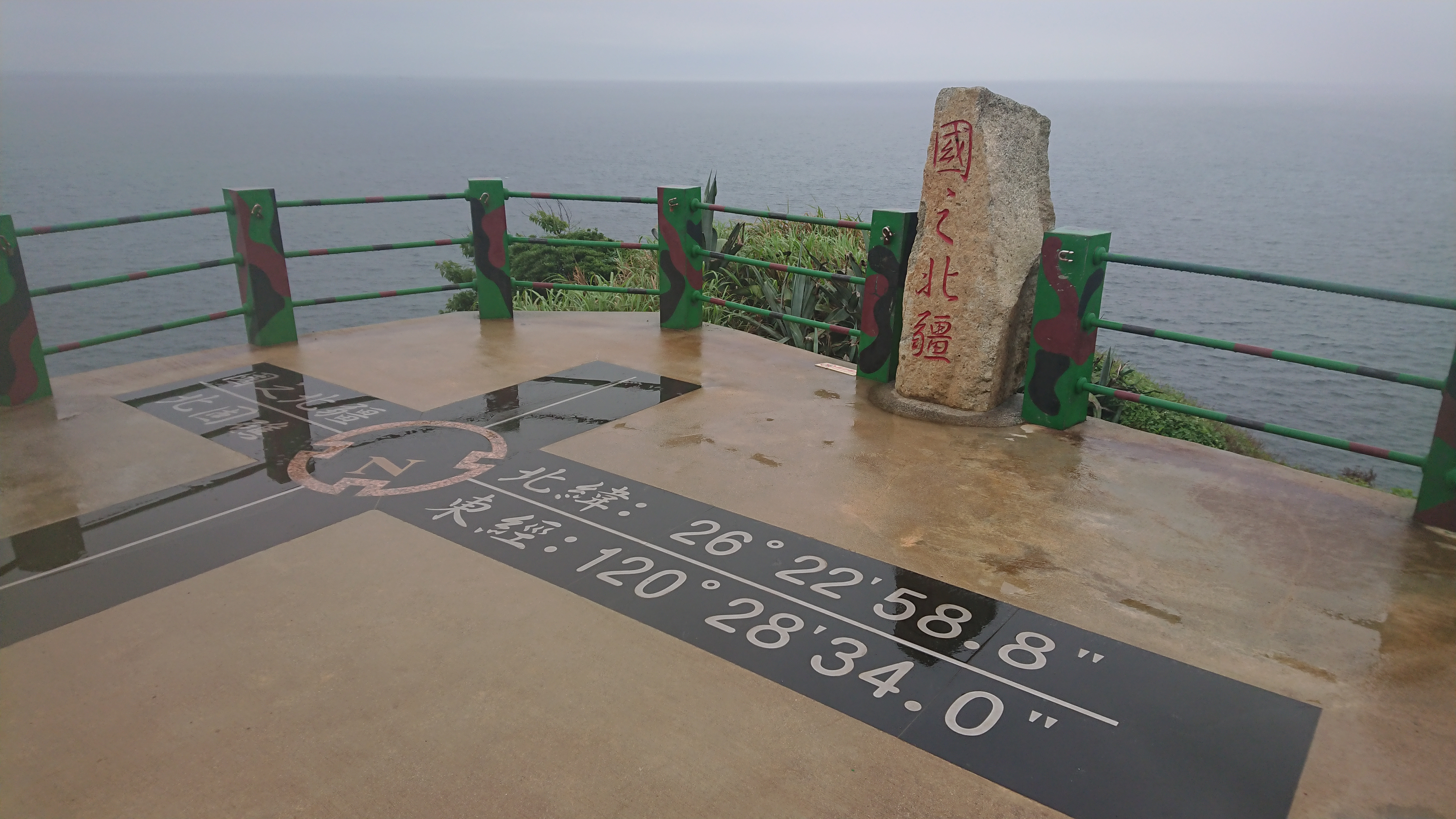
國之北疆經緯度標示與石碑

國之北疆，是位於中華民國福建省連江縣東引鄉本島西半部（原西引島）后澳附近的一個景點，設有「國之北疆」石碑及觀景平台，可由此向東北方向眺望中華民國實際管轄領土的最北端——北固礁。

## 概述
中華民國實際管轄領土的最北端是后澳外海約600公尺的北固礁。但該島礁並非隨時得見，而是隨著潮水漲退而隱没或出現。為紀念國之北疆在此，在后澳設有「國之北疆」石牌及觀景平台，可讓遊客在此眺望北固礁。
觀景平台地面標示方向及「國之北疆」、「北固礁」、「北緯：26°22'58.8"」、「東經：120°28'34.0"」等文字。周邊欄杆鐵鍊上掛著成串的鎖頭，為外島服役的軍人及遊客所留，是馬祖東引旅遊之必覽景點。
除了國之北疆外，附近也有東引的海蝕地形「羅漢坪」。

## 其他說法
有媒體指稱位於东引岛與北竿島之間的亮島（行政區屬北竿鄉）為「國之北疆」。但事實上該島緯度低於東引鄉。另外，以中華民國聲稱全境來看，最北的地方應位於黑龙江（53.56度，位於大兴安岭地区漠河市，由中华人民共和国實際管轄）與蒙古地方唐努乌梁海（53.73度，图瓦共和国境內，由俄羅斯聯邦實際管轄），均在北緯53度以上。

## 外部連結
- （页面存档备份，存于）